# Chokkejnyj Klub Soči
L'HK Soči (russo: Хоккейный клуб Сочи) è una squadra di hockey su ghiaccio con sede nella città russa di Soči. Nata nel 2014 la formazione milita nel massimo campionato nazionale, la Kontinental Hockey League.

## Storia
Nell'aprile del 2014 la KHL ufficializzò l'arrivo di una nuova formazione nella Eastern Conference con sede nella città di Soči, già sede dei XXII Giochi olimpici invernali disputati nel febbraio dello stesso anno.
Dopo alcune speculazioni sul nome della formazione, "Delfini" o "Leopardi", si decise di lasciare il nome del club immutato ma adottando comunque il leopardo come logo.
Tale scelta fu fatta sulla scia proprio dei giochi olimpici che avevano portato alla costruzione di diversi impianti da gioco, incluse due piste da hockey su ghiaccio, una temporanea e l'altra permanente. Nell'estate del 2014 il Soči e il Lada Togliatti effettuarono un Expansion Draft apposito per selezionare alcuni giocatori dalle altre squadre della KHL.
Il club disputa gli incontri casalinghi presso il Palazzo del ghiaccio Bol'šoj, impianto inaugurato nel 2012 capace di ospitare 12.000 spettatori.